# Barcs (district)
Barcs (Hongaars: Barcsi járás) is een district in het hongaarse Comitaat Somogy. De hoofdstad is Barcs. Het district bestaat uit 1 stad en 15 gemeenten en heeft 23.817 inwoners.

## Plaatsen in het District
- Babócsa
- Barcs
- Bélavár
- Bolhó
- Csokonyavisonta
- Darány
- Drávagárdony
- Drávatamási
- Heresznye
- Homokszentgyörgy
- Istvándi
- Kálmáncsa
- Kastélyosdombó
- Komlósd
- Lad
- Lakócsa
- Patosfa
- Péterhida
- Potony
- Rinyaújlak
- Rinyaújnép
- Somogyaracs
- Szentborbás
- Szulok
- Tótújfalu